# واين لابيار
واين روبرت لابيار Wayne Robert LaPierre, Jr. (و. 8 نوفمبر 1949) هو كاتب وناشط أميركي ينصر الحقوق في حمل السلاح. يشتهر باحتلاله لمنصب نائب رئيس الاتحاد القومي للأسلحة ولانتقاده لسياسات حظر الأسلحة. 

## كتب
كتب لابيار كتبا عديدة عن مواضيع تشمل ممارسات إطلاق النار وسلامة التعامل مع السلاح والجريمة.
- Guns, Crime, and Freedom (1994)
- Shooting Straight: Telling the Truth About Guns in America (2002)
- Guns, Freedom, and Terrorism (2003)
- The Global War on Your Guns (2006)
- The Essential Second Amendment Guide (2007)
- America Disarmed: Inside the U.N. and Obama's Scheme to Destroy the Second Amendment (2011)

## روابط خارجية
- واين لابيار على موقع IMDb (الإنجليزية)
- واين لابيار على موقع إن إن دي بي (الإنجليزية)